# Johnny Test (televíziós sorozat, 2021)
A Johnny Test 2021-től vetített kanadai 3D-s számítógépes animációs sorozat, amelyet Scott Fellows alkotott, a 2005 és 2014 között vetített azonos című animációs sorozat új változata. 
Kanadában 2021. július 16-án mutatták be a Netflixen.

## Szereplők
- James Arnold Taylor: Johnny Test, Hank Anchorman, Mr. Mittens, Dark Vegan
- Trevor Devall: Büdi (Dukey), Mr. Tanárember (Mr. Henry Teacherman)
- Emily Tennant: Mary Test
- Maryke Hendrikse: Susan Test
- Ian James Corlett: Hugh Test
- Kathleen Barr: Lila Test
- Bill Mondy: Mr. Fekete (Mr. Black), Agyfagyasztó (Brain Freezer)
- Deven Mack: Mr. Fehér (Mr. White)
- Lee Tockar: A Tábornok (The General), Bling Bling fiú (Bling Bling Boy), Albert, Speed McCool
- Andrew Francis: Gil
- Scott McNeil: Zizrar király

## Háttér
2013. június 11-én a Teletoon bejelentette, hogy a Johnny Test kap egy hetedik évadot, amely 13 epizódból és egy három részes különkiadásból fog állni. 2015. június 25-én James Arnold Taylor, Johnny hangja, azt állította, hogy nem tud új évadokról.
2019. március 15-én a WildBrain (korábban DHX Media) egy videóban megerősítette, hogy a Johnny Test visszatér, illetve webes epizódokat is megjelentettek a YouTube csatornájukon, de ezeket a videókat 2019 októberében végül priváttá tették. 
2020. május 6-án a WildBrain bejelentette, hogy a Netflix berendelte a sorozatot két új évadra, és egy 66 perces interaktív különkiadásra. Scott Fellows visszatér, mint producer. 2021 júniusában bejelentették, hogy az eredeti szereplőgárda nagy része visszatér az új sorozathoz.